# الجيش الإيطالي

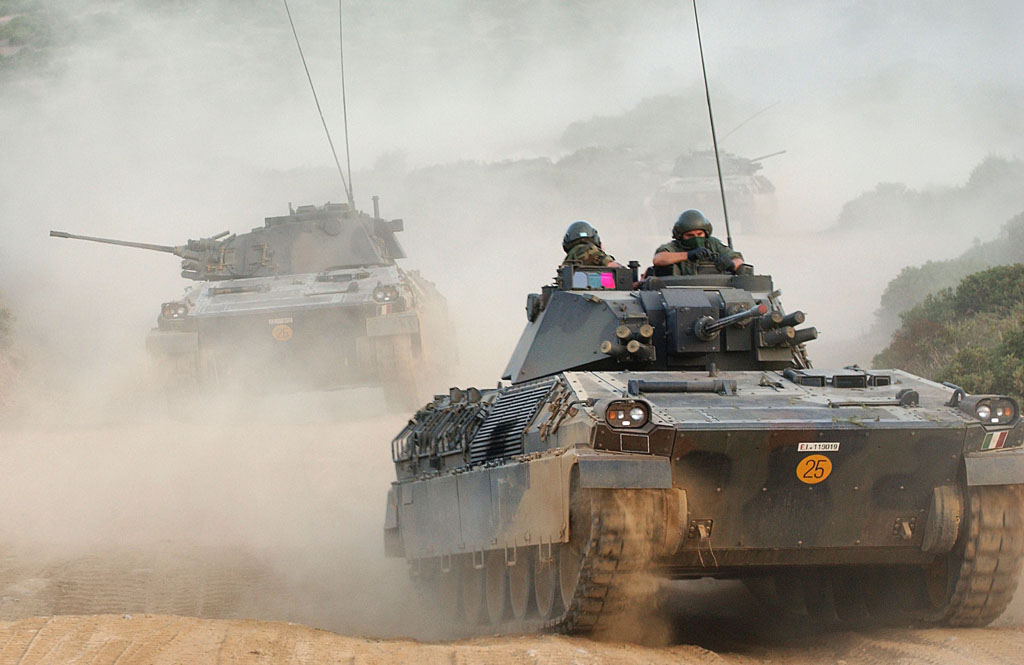
مركبة المشاة القتالية داردو مركبة مشاة قتالية على ممارسة في كابو Teulada

الجيش الإيطالي هو واحد من العناصر الأربعة للقوات المسلحة الإيطالية، جنبا إلى جنب مع القوات البحرية والقوات الجوية والدرك، ويعتمد على وزارة الدفاع من خلال هيئة الأركان المشتركة. في عام 2010 تألف الجيش من 108355 وحدة، وتفقد الصولجان القوة المسلحة الأولى من حيث عدد الموظفين في تلك السنة نفسها، والموظفون في وحدات الدرك هي 117943.

## التاريخ

### النشأة
نشأ الجيش الإيطالي نشأ بالجيش الملكي الإيطالي الذي يعود تاريخه إلى إعلان مملكة إيطاليا بعد الاستيلاء على الولايات البابوية وتوحيد إيطاليا. في عام 1861، سلم جوزيبي غاريبالدي القيادة إلى آل سافوي الملك فيكتور ايمانويلي الثاني ملك المملكة كونه ملك المملكة الإيطالية، وأرسلت البعثات الإيطالية إلى الصين خلال تمرد بوكسر من 1900 وإلى ليبيا أثناء الحرب الإيطالية التركية للعام 1911.

### الحرب العالمية الأولى
وكان طعم الإيطالية الجيش الملكي الحقيقي الأول من الحروب الحديثة أثناء الحرب العالمية الأولى كانت خاضت معظم الإجراءات في شمال إيطاليا والجيش الملكي عانت الكثير من الضحايا. وشملت هذه أكثر من 700000 قتيلا. وكان تردد من الهجمات التي اشترك الجنود الإيطاليون بين مايو وأغسطس 1915 عام 1917، واحدة كل ثلاثة أشهر، وهي نسبة أعلى من التي طالبت بها الجيوش على الجبهة الغربية. وكان أشد الانضباط الإيطالية أيضا، مع عقوبات لمخالفات اجب الخطورة لم تكن معروفة في الجيوش الألمانية والفرنسية والبريطانية. [2]
خلال سنوات ما بين الحربين وشارك الجيش الملكي في الغزو الإيطالي لإثيوبيا، قدمت الرجال والمواد أثناء الحرب الأهلية الإسبانية للقتال في سلاح قوات المتطوعين (هيئة المناطق Truppe Volontarie)، وبدأ الغزو الإيطالي في ألبانيا

### ما بعد الحرب

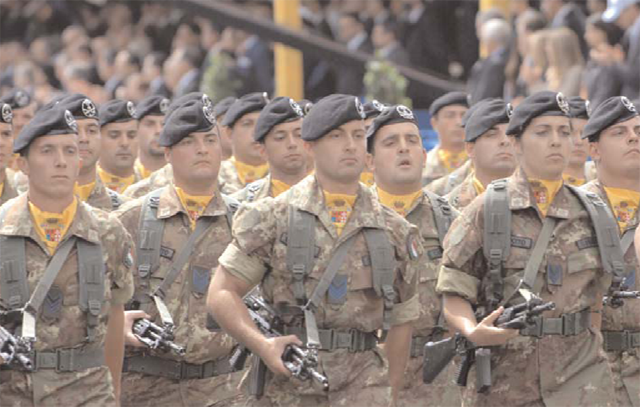
جنود من فوج المدفعية الميدانية 33 "Acqui" في موكب

في عام 1946 تحولت إيطاليا من النظام الملكي إلى النظام الجمهوري فتغيرت تبعا لذلك تسمية الجيش الملكي ليصبح الجيش الإيطالي (Esercito إيطالي).
وقد شارك الجيش الإيطالي في عمليات المساعدات إلى السكان المتضررين من الكوارث الطبيعية.
كان لديه، علاوة على ذلك، إسهاما ملحوظا مع قوات الشرطة في السيطرة على أراضي محافظة بولزانو / بوزن (1967)، في سردينيا («باريس» 1992)، في جزيرة صقلية ("Vespri Siciliani" 1992) وفي كالابريا (1994). حاليا، لأنه يحمي المواقع الحساسة وجميع الأماكن في الأراضي الوطنية («Operazione دومينو») منذ مأساة 11 سبتمبر 2001.
كما شارك الجيش في البعثات الخارجية تحت رعاية الأمم المتحدة وحلف شمال الأطلسي والقوات المتعددة الجنسيات، كما في بيروت في لبنان (1982) وناميبيا (1989)، وألبانيا (1991) وكردستان (1991) والصومال (1992)، وموزامبيق (1993) والبوسنة (1995)، وتيمور الشرقية وكوسوفو (وكلاهما في عام 1999)، وجمهورية الكونغو الديمقراطية (2001) ودارفور (2003) وأفغانستان (2002) والعراق (2003) ولبنان مرة أخرى (2006) (في الواقع خلال الفترة بين عامي 1980 و 2009، كانت إيطاليا ثالث مساهم رئيسي في العالم (بعد الولايات المتحدة والمملكة المتحدة) في بعثات حفظ السلام).
في الدرك، وبمجرد أن السلك كبار في الجيش، هو الآن قوة مسلحة مستقلة (جنبا إلى جنب مع سلاح البحرية والجيش والقوات الجوية). وتقدم خدمات الدرك الشرطة العسكرية لجميع القوات المسلحة الإيطالية.

## هيكل القيادة
القوات المسلحة لإيطاليا تحت قيادة مجلس الدفاع الايطالى العليا، برئاسة رئيس الجمهورية الإيطالية.

## القوات التنفيذية

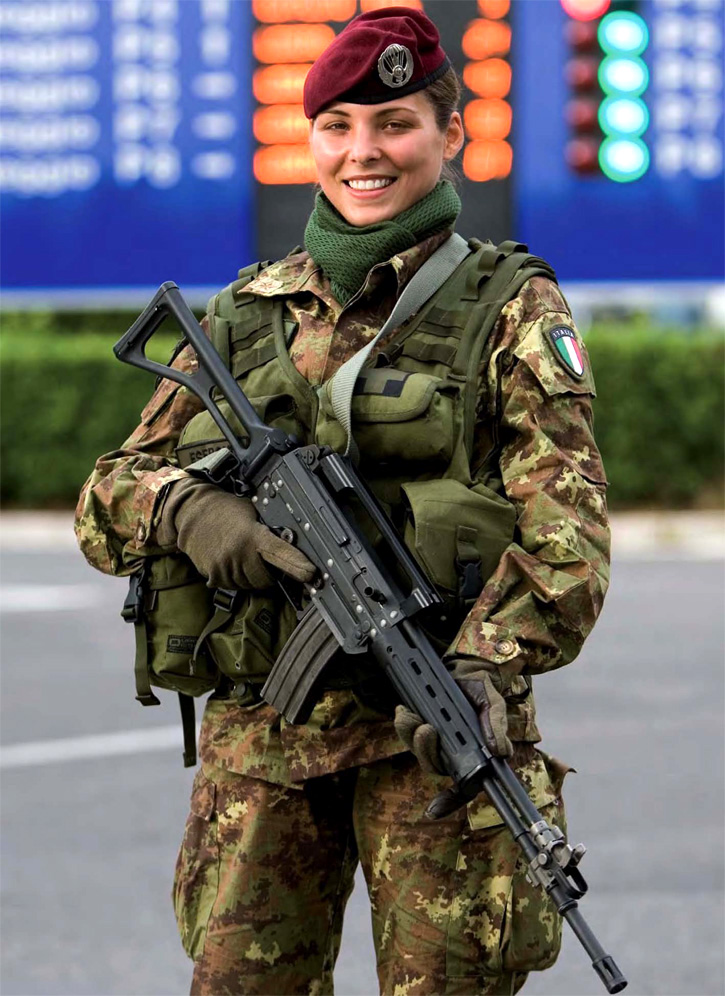
جندي من لواء المظليين فولغوري

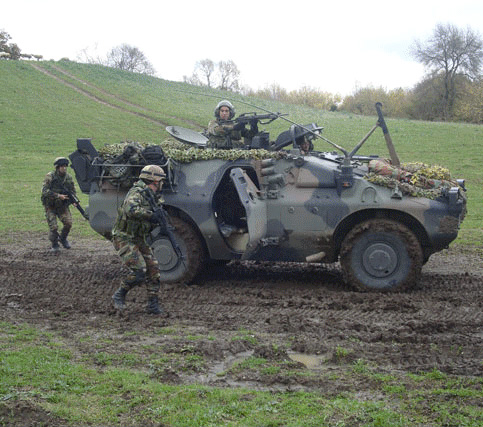
جنود من فوج سلاح الفرسان 6 درجات دي أوستا لانسري، أوستا واء

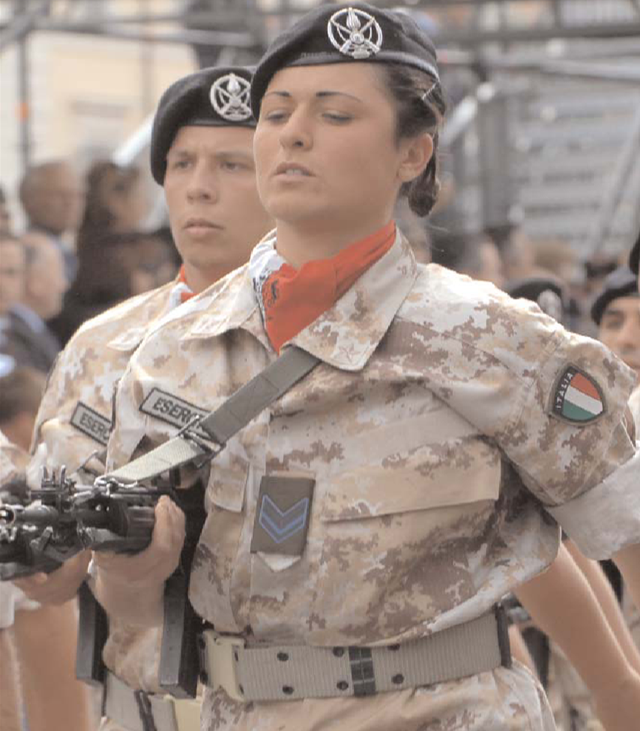
جنود من لواء "ساساري" لواء

COMFOTER والقيادة المباشرة على رد الفعل السريع حلف شمال الأطلسي قيادة فيلق (NRDC - IT)، لدعم أربعة ألوية (المدفعية، الدفاع الجوي، والإمداد، والهندسة)، وكذلك الأمر للطيران الجيش، والجيش والاتصالات ونقل الأوامر من ثلاثة دعا أوامر COMFOD 1، 2 و COMFOD COMALP الذي بينهما الأمر الفعلي 11 ألوية مقاتلة ووحدات دعم الإيطالية المختلفة. الوحدات المرفقة بالتفصيل:-

### ألوية مقاتلة
| Name                                       | Headquarters                       | Subunits |
| ------------------------------------------ | ---------------------------------- | --- |
| Aosta Mechanized Brigade ‏                  | مسينة (صقلية)                      | three mechanized infantry regiments, one mechanized cavalry regiment, one self propelled artillery regiment, one engineer regiment, one HQ & support battalion                          |
| فرقة مدرعة 132 أرييتي                      | بوردينوني (فريولي فينيتسيا جوليا)  | three tank regiments, one mechanized بيرساغلييري regiment, one self propelled artillery regiment, one engineer regiment, one HQ & support battalion, one logistic battalion             |
| Folgore Parachute Brigade ‏                 | ليفورنو (توسكانا)                  | three parachute infantry regiments, one قوات خاصة regiment, one reconnaissance regiment, one engineer regiment, one HQ & support battalion, Parachutist Training Center                 |
| Friuli Air Assault Brigade ‏                | بولونيا (إيطاليا) (إميليا-رومانيا) | one air assault infantry regiment, one mechanized cavalry regiment, two فيلق جوي helicopter regiments, one HQ & support battalion                                                       |
| Garibaldi Bersaglieri Brigade ‏             | كازيرتا (كامبانيا)                 | one tank regiment, one mechanized cavalry regiment, two mechanized بيرساغلييري regiments, one self propelled artillery regiment, one engineer regiment, one HQ & support battalion      |
| Granatieri di Sardegna Mechanized Brigade ‏ | روما (لاتسيو)                      | one mechanized cavalry regiment, one mechanized رماة القنابل regiment with two battalions, one self propelled artillery regiment, one HQ & support battalion                            |
| Julia Alpine Brigade ‏                      | أوديني (فريولي فينيتسيا جوليا)     | three ألبيني regiments, one field artillery regiment, one engineer regiment, one HQ & support battalion                                                                                 |
| Pinerolo Armored Brigade ‏                  | باري (بوليا)                       | three mechanized infantry regiments, one Experimental Digital Unit (formerly a tank regiment), one self propelled artillery regiment, one engineer regiment, one HQ & support battalion |
| Pozzuolo del Friuli Cavalry Brigade ‏       | غوريتسيا (فريولي فينيتسيا جوليا)   | three mechanized cavalry regiments, one Lagunari amphibious assault regiment, one field artillery regiment, one engineer regiment, one HQ & support battalion                           |
| Sassari Mechanized Brigade ‏                | ساساري (سردينيا)                   | two mechanized infantry regiments, one mechanized بيرساغلييري regiment, one engineer regiment, one HQ & support battalion                                                               |
| Taurinense Alpine Brigade ‏                 | تورينو (بييمونتي)                  | three ألبيني regiments, one mechanized cavalry regiment, one field artillery regiment, one engineer regiment, one HQ & support battalion                                                |

### لواء الدعم

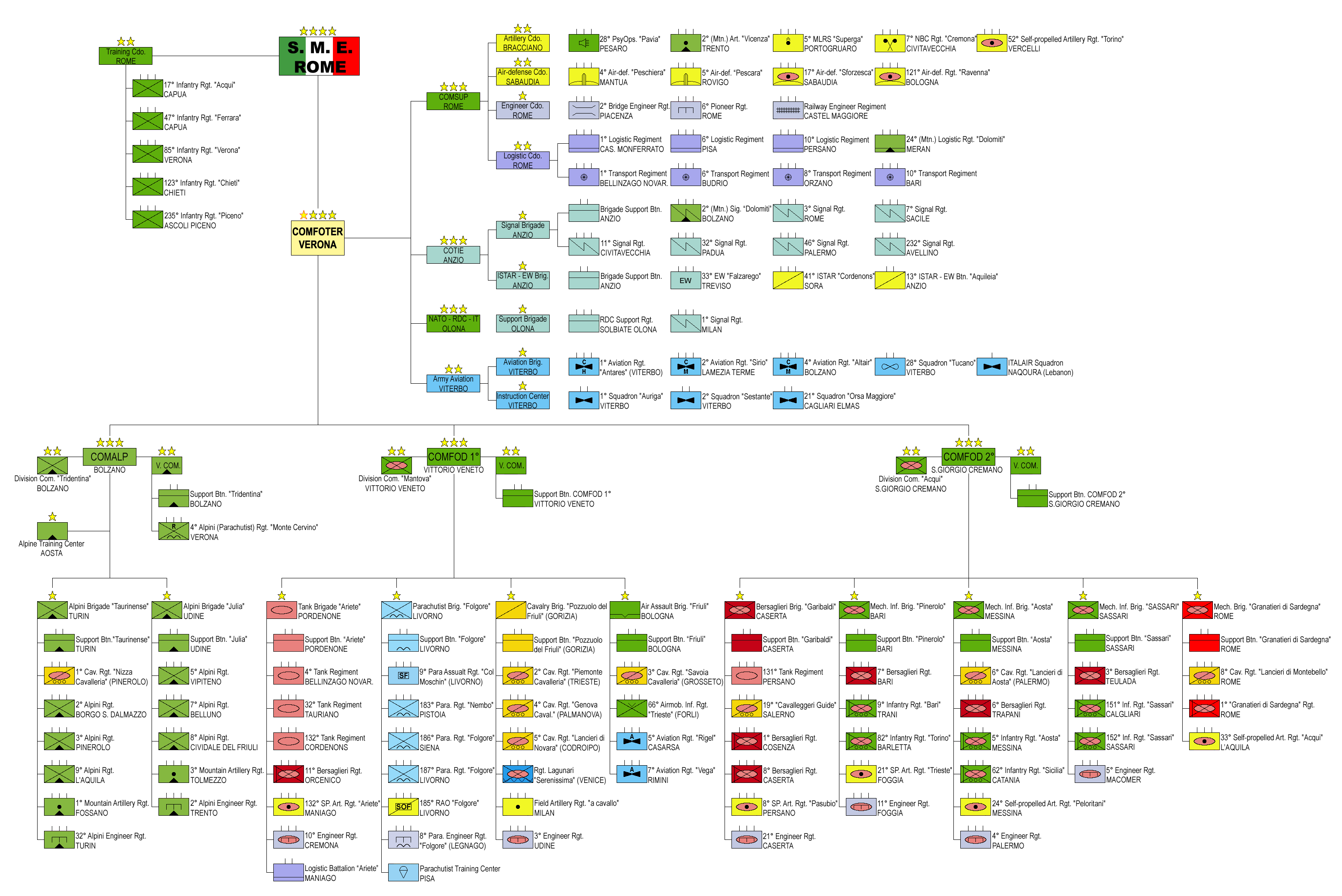
الهيكل الكامل للجيش الإيطالي (انقر لتكبير أو انظر : الهيكل التشغيلي للجيش الإيطالي

| Name                    | Headquarters                   | Subunits |
| ----------------------- | ------------------------------ | --- |
| Field Artillery Brigade | بورتوجروارو (فينيتو)           | one field artillery regiment, one MLRS regiment, one self propelled artillery regiment, one هيئة الإذاعة الوطنية-defence regiment, one حرب نفسية regiment |
| Air-Defence Brigade     | بادوفا (فينيتو)                | one air-defence training regiment, four air-defence regiments                                                                                             |
| Engineer Brigade        | أوديني (فريولي فينيتسيا جوليا) | three engineer regiments |
| Logistic Brigade        | تريفيزو (فينيتو)               | four logistic regiments, four transport regiments |
| Army Aviation Brigade   | فيتيربو (لاتسيو)               | three فيلق جوي helicopter regiments, one special operations helicopter squadron, one fixed wing squadron                                                  |
| Signal Brigade          | أنسيو (لاتسيو)                 | seven signal regiments, one brigade support battalion |

## القدرة التشغيلية الفعالة

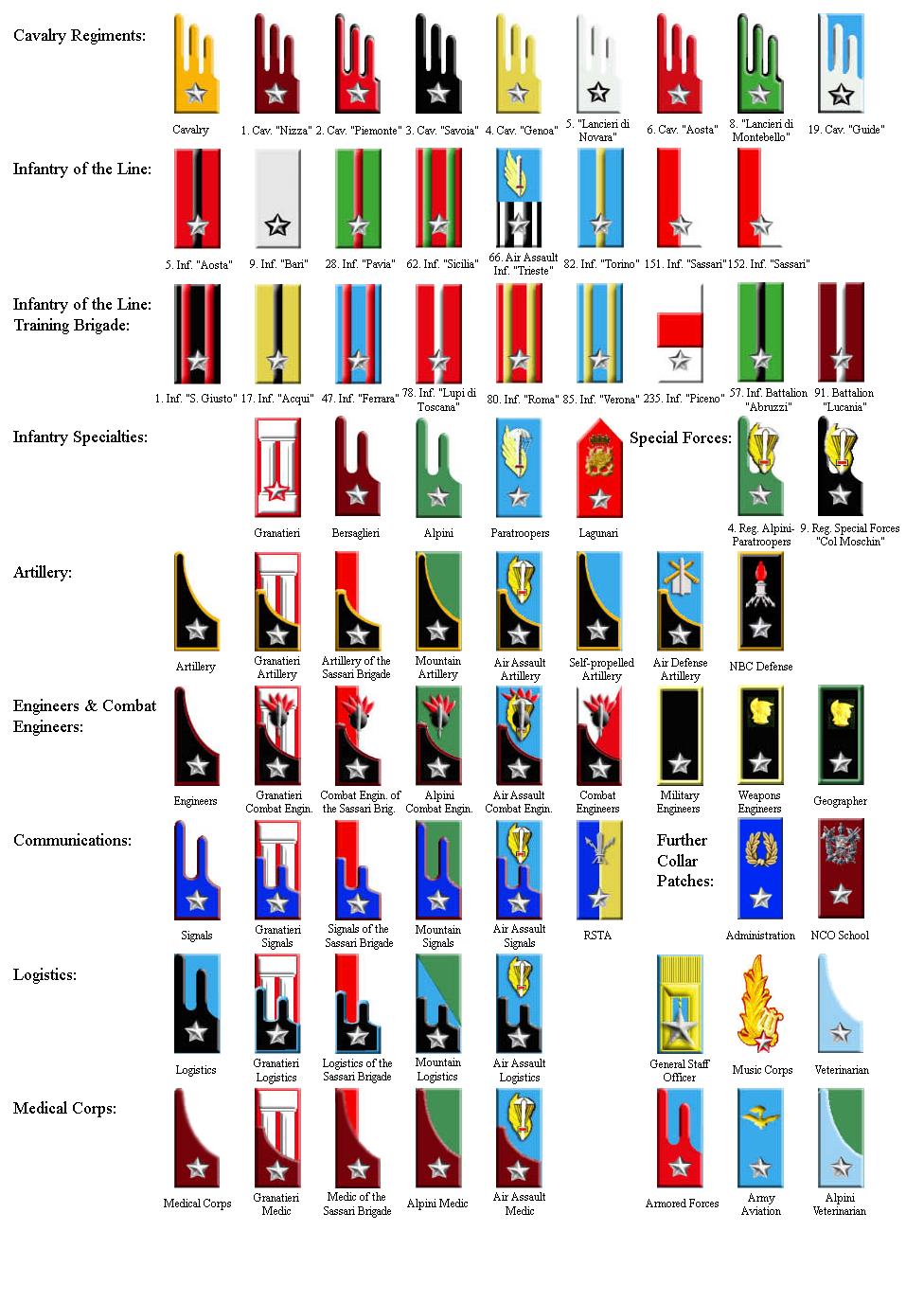
طوق البقع التي يرتديها جنود من الجيش الإيطالي.

ويمكن نشر جميع الألوية خارج إيطاليا، وغالبا ما تشارك في عمليات حفظ السلام على أرض أجنبية.
الألوية هي ألوية مقاتلة، الذين يبلغ عددهم بين القوات 3-7,000 لكل منهما. هذه الوحدات هي فخر للجيش الإيطالي وتشكل خط المواجهة مجهزة تجهيزا جيدا قوة قادرة على التعامل مع معظم حالات الطوارئ. وتتميز من قبل، ونوعية الدافع، والكفاءة والتنقل.
وحدات تسمى أفواج كبيرة من الكتائب التي تتألف من قيادة كبيرة، والخدمات اللوجستية، وشركة، بالإضافة إلى دعم كتيبة قتالية، والتي، في حالة من المشاة (Alpini، القناصة، Granatieri، Lagunari، المشاة) وحدات، ويتألف من:-
شركات المشاة 3 أو 4
1 مورتر / الأسلحة الشركة
1 مضاد للدبابات الشركة
التسمية وأسباب تاريخية. وينتشر معظم أفواج متفرد، ولا سيما دعم ألوية 'أفواج كمعينات لمكافحة الوحدات، التي تشكلت لهذه المهمة في المستقبل.

## معدات

### الأسلحة

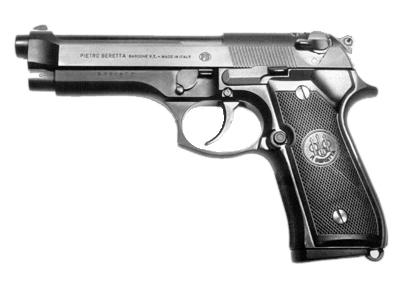
بيريتا 92FS

- بيريتا AR70/90 -- 5،56 ملم بندقية هجومية (وكذلك في اتفاقية استكهولم والإصدارات SCP)
- بيريتا ARX 160 -- 5،56 ملم بندقية
- المقاطع & كوخ G36 -- 5،56 ملم بندقية
- هكلر آند كوخ إتش كيه416 -- 5،56 ملم بندقية
- M4 كاربين -- 5،56 ملم بندقية
- بيريتا 92FS غلوك - 19، غلوك 17 -- 9 × 19 ملم مسدس
- بيريتا النموذجي 12 -- 9 ملم بارابيلوم وغر مدفع رشاش
- المقاطع & كوخ MP5 -- 9 ملم بارابيلوم وغر مدفع رشاش
- المقاطع & كوخ MP7 -- 4.6x30 مدفع رشاش
- إف إن بي 90 -- 5.7x28mm مدفع رشاش
- إف إن مينيمي -- 5.56 ملم مدفع رشاش خفيف
- راينميتال أم جي 3 -- 7،62 ملم رشاش
- M2 براوننج -- 12.7 مم مدفع رشاش
- فرانكي SPAS - 12 -- البندقية
- فرانكي SPAS - 15 -- البندقية
- ساكو TGR - 42 -- 0،338 ابوا بندقية قنص
- دقة الحرب الدولية في القطب الشمالي -- 7،62 ملم بندقية قنص
- دقة الدولية AWM -- 0،338 ابوا بندقية قنص
- باريت M82A1 -- 0.50 BMG بندقية قنص
- OD - 82 قنبلة
- M203 -- قنبلة 40mm قاذفة قنابل يدوية
- بريدا فولغوري -- بندقية عديمة الارتداد
- بانزر فاوست 3 -- [قاذفة الصواريخ [المضادة للدبابات]]
- TOW الثاني -- [الصواريخ الموجهة [المضادة للدبابات]]
- 2T ميلانو—الصواريخ الموجهة المضادة للدبابات
- سبايك MR / LR—الصواريخ الموجهة المضادة للدبابات
- FIM - 92 ستينجر -- رجل المحمولة نظم الدفاع الجوي

### المركبات القتالية
- أرييتي -- دبابة قتال رئيسية (200)

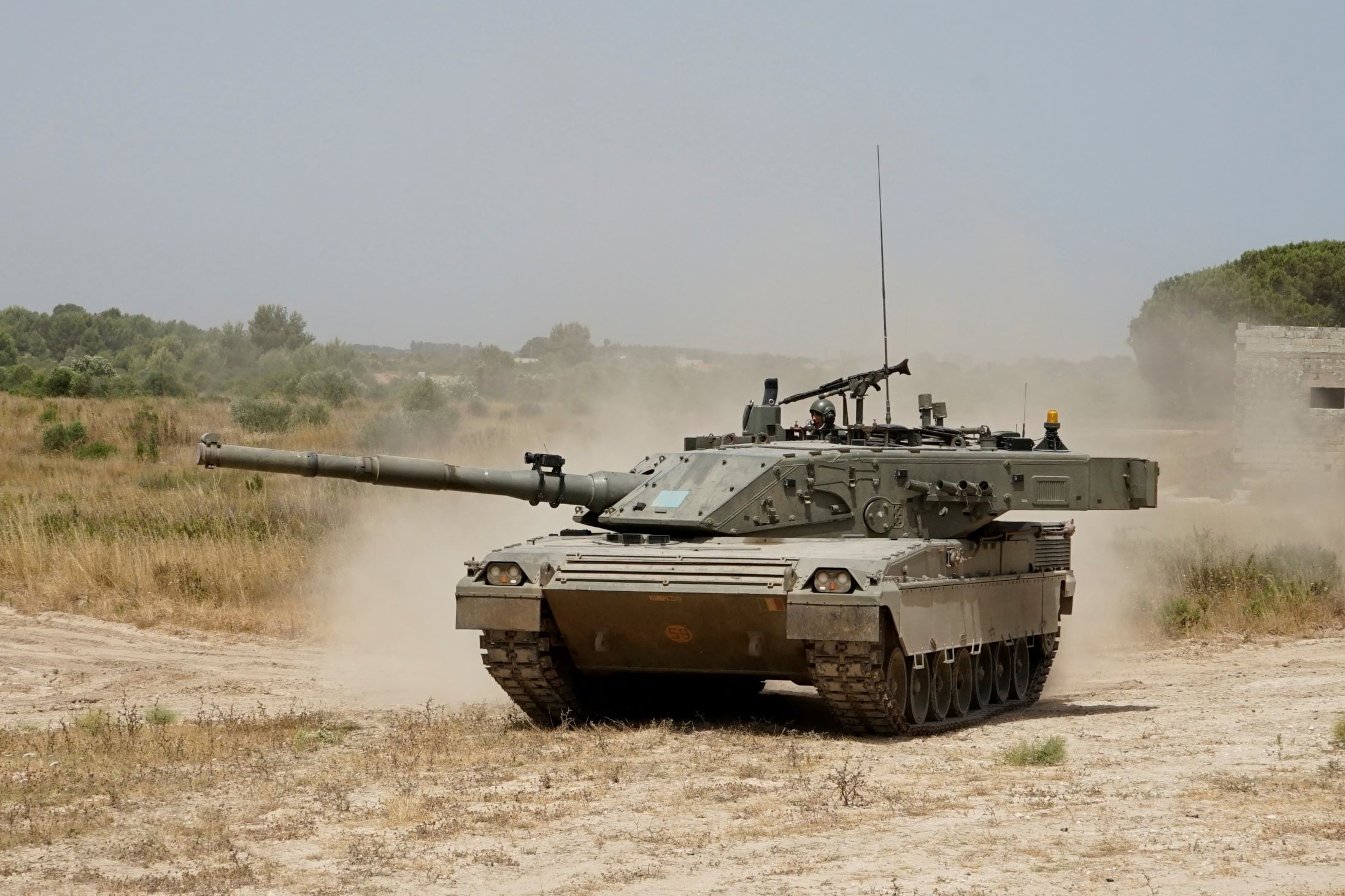
Ariete

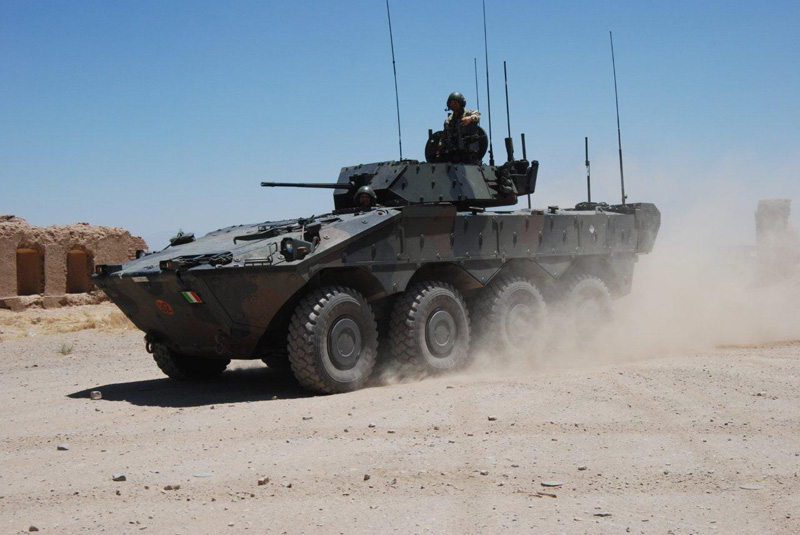
Freccia

- يوبارد 1A5 -- دبابة قتال رئيسية (120 في الاحتياط)
- B1 CENTAURO -- دبابات مدمرة / درع النار مركبة دعم (300 في الخدمة، و 100 في الاحتياط)
- مركبة المشاة القتالية داردو -- مركبة قتال مشاة (200)
- VBM Freccia—مركبة قتال المشاة (49 في التسليم من 249 مخطط)
- M113/M113A1/M106 -- ناقلة جند مصفحة (3000 + شراؤها، وعدد قليل في الخدمة في TOW أو هاون الناقل)
- VCC-1/VCC-2—ناقلة جند مصفحة (1300 شراؤها، و 700 في الخدمة)
- Bandvagn 206—ناقلة جند مصفحة (189)
- بوما 6X6—بعجل ناقلة جنود مدرعة (360)
- بوما 4X4—بعجلات مركبة مدرعة ريكون (180)
- كوغار H عربة قتال مدرعة (6)
- VM90/Armored VM90 -- حركة المشاة سيارة (1280)
- VTLM Lince—تنقل المشاة على المركبات (1260)
- AR90—استطلاع للدوريات سيارة / سيارة سريعة الهجوم (2700، 50 مع 12.7mm رشاش أو قنبلة 40mm قاذفة)
- VAB بي سي—استطلاع مدرعة للدوريات سيارة (15)
- AAV7 - A1—مركبة برمائية هجومية (35 LVPT7، 25 بالترقية إلى AAV - 7A1 قياسي)
- Arisgator—مركبة هجومية برمائية (30 +)
- Bergeleopard—استرداد السيارة المدرعة (136)
- Pionierleopard—عربة مصفحة مهندس (40)
- بايبر—السيارة المدرعة التي تطلق من جسر (64)
- بافالو—الألغام السيارة المحمية (6)
- ACTL 4x4/6x6/8x8—التكتيكي لوجستية مركبة (3000 +، الإصدار هو airmobile 4X4)
- ACM 80/90—التكتيكي لوجستية مركبة (3000 +)

### المدفعية
- M109L -- هاوتزر ذاتية الدفع (192)

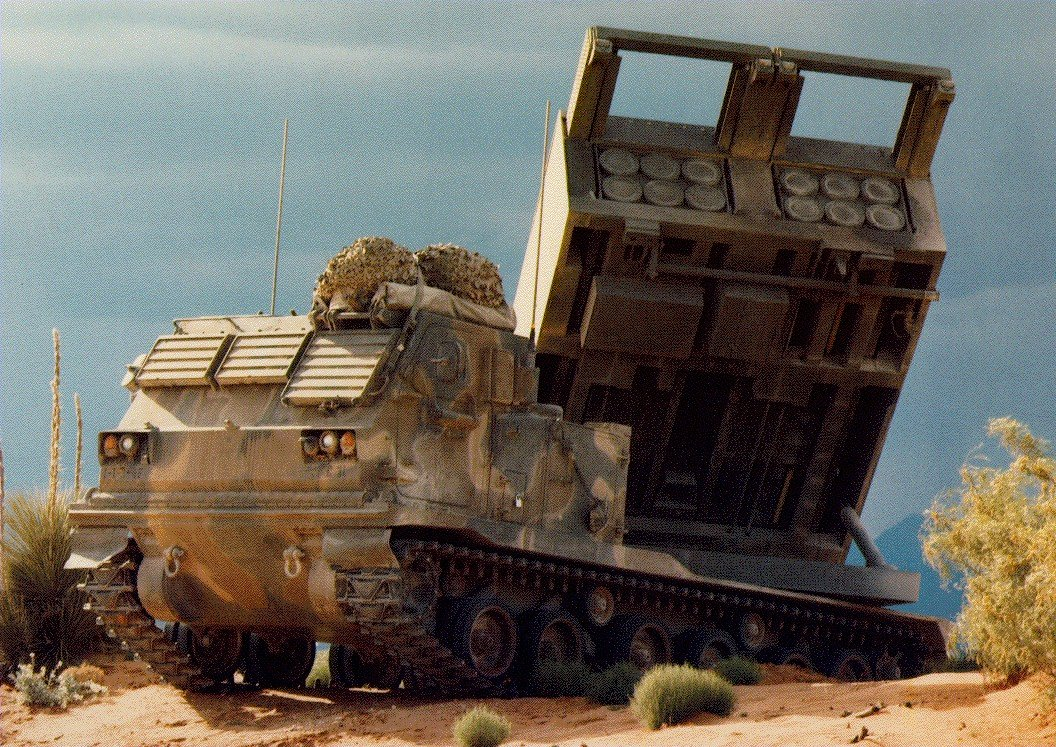
MLRS

- من طراز PzH 2000—هاوتزر ذاتية الدفع (70)
- SIDAM 25 -- ذاتية الدفع المضادة للطائرات سلاح (275)
- FH - 70 -- الهاوتزر المقطورة (162)
- MLRS—نظام لإطلاق الصواريخ متعددة (22)
- 120mm F1 -- ملاط (180)
- هرتنبرغر M6 - 111 60mm -- ملاط (300 +)
- MIM - 23 HAWK—سطح الصواريخ في الهواء (60)
- SPADA 2000—السطحية لنظام صاروخ جو (50)
- FSAF SAMP / T—السطح في الهواء صواريخ نظام (6)
- SM 66.40 CAD—مدفعية شاحنة

### الطائرات المخزون

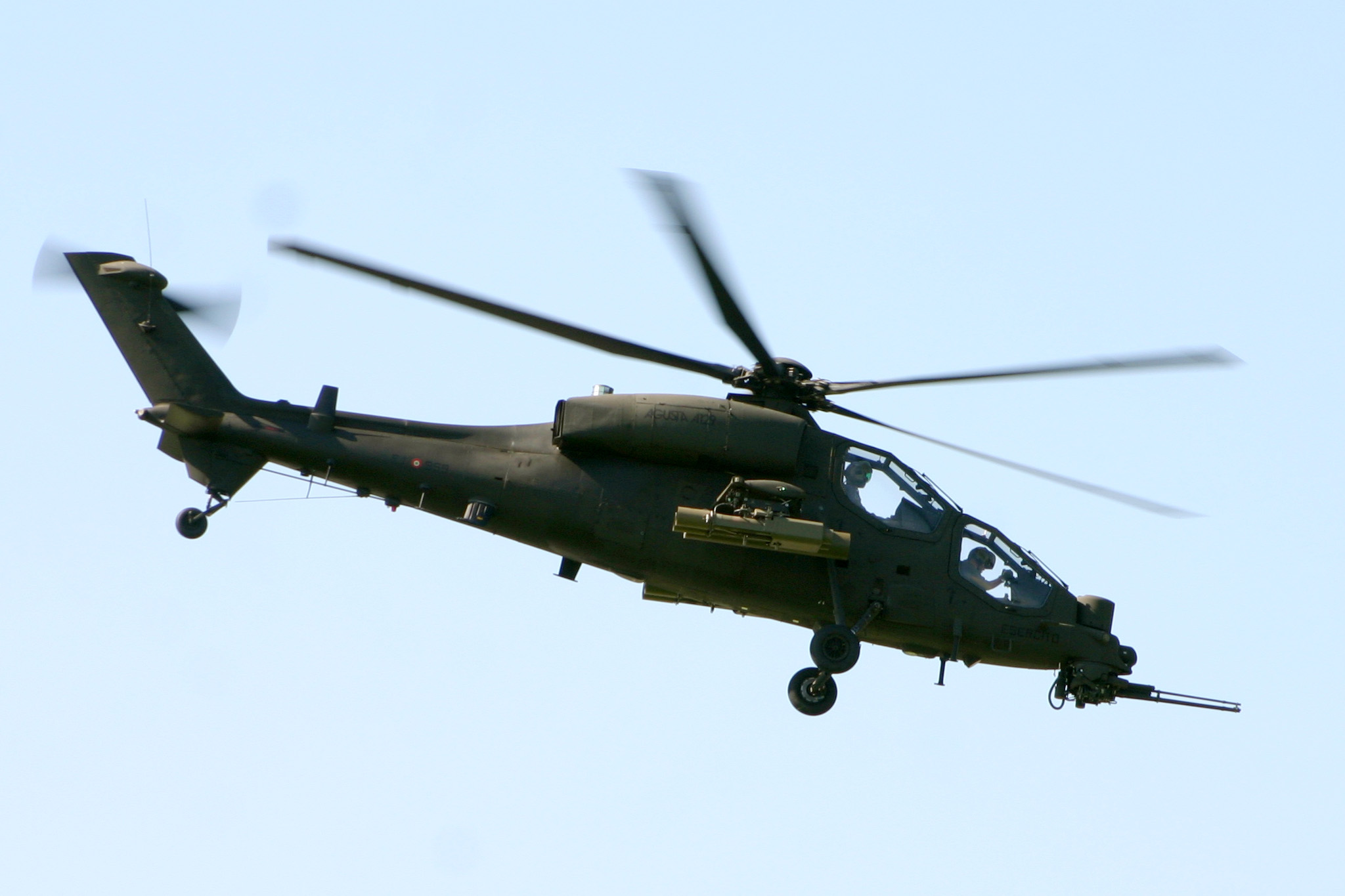
A129 Mangusta

| Aircraft                   | Origin           | Type                 | Versions   | In service | Notes                                     |
| -------------------------- | ---------------- | -------------------- | ---------- | ---------- | ----------------------------------------- |
| أغستا إيه 129 مانغوستا     | إيطاليا          | attack helicopter    | CBT        | 60         |                                           |
| أغستاوستلاند إيه دبليو 109 | إيطاليا          | utility helicopter   | A109EOA    | 12         |                                           |
| يو إتش-1 إركويس            | الولايات المتحدة | utility helicopter   | AB 205A1   | 42         | to be replaced with إن إتش-90             |
| يو إتش-1 إركويس            | الولايات المتحدة | utility helicopter   | AB 206C1   | 40         | to be replaced with إن إتش-90             |
| بيل 412                    | الولايات المتحدة | transport helicopter | AB 412     | 23         | built by Agusta                           |
| بوينغ سي إتش-47 شينوك      | الولايات المتحدة | transport helicopter | CH-47C     | 24         | to be replaced with بوينغ سي إتش-47 شينوك |
| بوينغ سي إتش-47 شينوك      | الولايات المتحدة | transport helicopter | CH-47F     | 16         | ordered                                   |
| إن إتش-90                  | الاتحاد الأوروبي | transport helicopter | TTH        | 40         | 60 delivery 2008-2012                     |
| دورنير دو 228              | ألمانيا          | utility transport    | Do 228-200 | 3          |                                           |
| Piaggio P180 Avanti        | إيطاليا          | utility transport    | P.180 M    | 3          |                                           |

## عمليات
وبعد انتهاء الحرب العالمية الثانية معاهدة السلام التي وقعتها إيطاليا منع البلاد من نشر قوات عسكرية في عمليات في الخارج، فضلا عن امتلاك السفن ذات الأجنحة الثابتة المستندة إلى الطائرات لخمسة وعشرين عاما بعد انتهاء الحرب.
انتهت صلاحية هذه المعاهدة في عام 1970، لكنه لن يكون حتى عام 1982 ان إيطاليا أول قوات المنتشرة على أرض أجنبية، مع إيفاد قوات حفظ السلام إلى بيروت بعد الأمم المتحدة طلب من القوات. منذ 1980s، وقد شاركت القوات الإيطالية مع دول غربية أخرى في عمليات حفظ السلام في جميع أنحاء العالم، ولا سيما في أفريقيا، شبه جزيرة البلقان والشرق الأوسط.
اعتبارا من بعد، والجيش الإيطالي لم يشارك في عمليات قتالية رئيسية منذ الحرب العالمية الثانية، وإن اتخذت القوات الخاصة الإيطالية شاركت في عمليات ضد طالبان في أفغانستان في اطار "Nibbio' فرقة العمل. وكانت إيطاليا لم تكن عضوا في الأمم المتحدة في عام 1950، عندما ذهبت إلى تلك المنظمة حرب مع كوريا الشمالية.
يذكر ان إيطاليا تشارك في 1990-1991 حرب الخليج ولكن فقط من خلال نشر ثمانية من القوات الجوية الإيطالية Panavia طائرات تورنادو مهاجما IDS إلى المملكة العربية السعودية؛ تم نشر قوات الجيش في وقت لاحق الإيطالية لمساعدة الكردية اجئين في شمال العراق بعد انتهاء الصراع.
كجزء من عملية الحرية الدائمة ردا على هجمات 11 سبتمبر 2001، إيطاليا ساهمت في العملية الدولية في أفغانستان. وقد ساهمت القوات الإيطالية إلى ايساف، وقوة حلف شمال الأطلسي في أفغانستان، وفريق اعادة اعمار المقاطعات و 5 جنود إيطاليين لقوا حتفهم تحت قيادة ايساف. وقد ارسلت إيطاليا 411 جنديا، استنادا إلى سرية مشاة واحدة من 2 Alpini فوج المكلفة حماية مقر القوة الدولية، شركة واحدة مهندس واحد بي سي فصيلة واحدة وحدة لوجستية، فضلا عن عناصر الاتصال والموظفين دمجها في سلسلة عملية القيادة. القوات الإيطالية الأمر أيضا مهمة القوة المتعددة الجنسيات ومهندس ونشرت فصيلة الإيطالية الشرطة العسكرية. ثلاثة 212 AB كما تم نشر طائرات هليكوبتر إلى كابول.
فإن الجيش الإيطالي لن يشاركوا في العمليات القتالية لعام 2003 حرب الخليج الثانية، إرسال قوات الا بعد 1 مايو 2003—عندما أعلنت العمليات القتالية الرئيسية برئاسة رئيس الولايات المتحدة الرئيس جورج بوش. وصلت القوات الإيطالية في وقت لاحق في أواخر صيف عام 2003، وبدأت القيام بدوريات الناصرية والمنطقة المحيطة بها. في 26 مايو 2006، وزير الخارجية الإيطالي ماسيمو داليما أعلن أنه سيتم خفض القوات الإيطالية إلى 1600 بحلول يونيو حزيران. في يونيو 2006 وقتل 32 جنديا إيطاليا في العراق—مع فقدان واحدة من أعظم الحياة القادمة في 12 نوفمبر، 2003—هجوم انتحاري بسيارة ملغومة في الإيطالية الدرك غادر مقر فيلق الدرك a دزينة، وخمسة من جنود الجيش، اثنين من المدنيين الإيطالية، وثمانية من المدنيين العراقيين القتلى.
اعتبارا من عام 2006، وإيطاليا المرتبة الثالثة في العالم في عدد القوات العسكرية العاملة في حفظ السلام وفرض السلام سيناريوهات أفغانستان، كوسوفو، البوسنة والهرسك، ولبنان التالية فقط الولايات المتحدة والمملكة المتحدة.
والقانون الذي صدر مؤخرا تعزز عضوية التابع للجيش الإيطالي ضمان المتطوعين بعد الجيش وظائف في الدرك، شرطة الدولة الإيطالية، الإيطالية المالية الشرطة، هيئة المناطق دولة مصلحة الغابات، إدارة الإطفاء وغيرها من هيئات الدولة.

## معرض صور

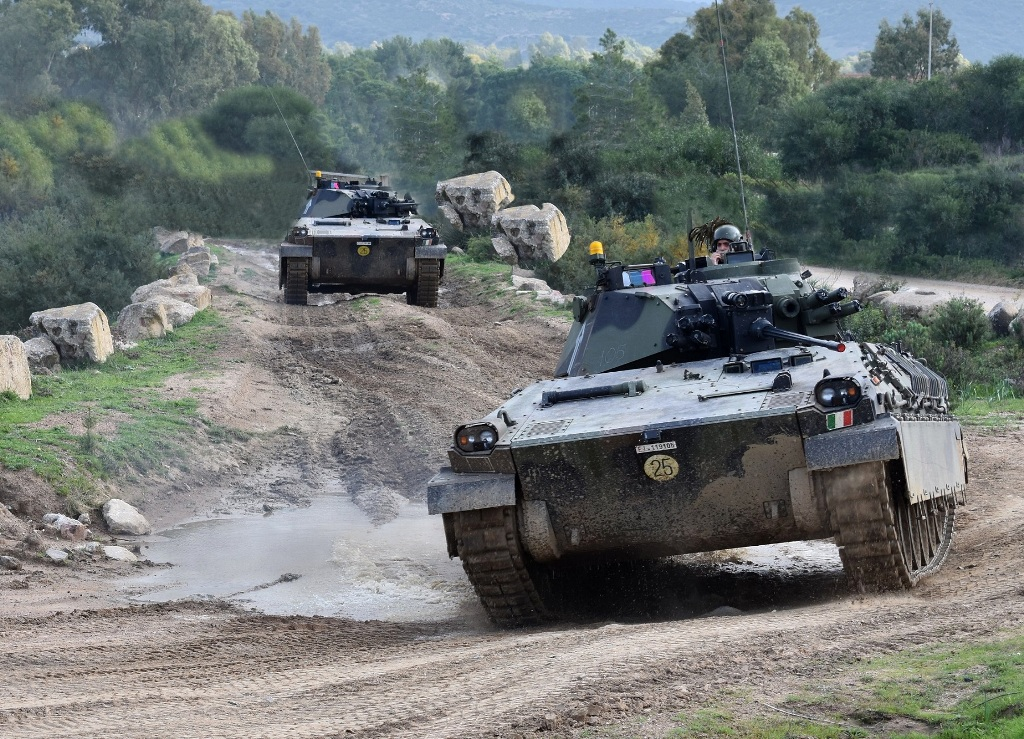
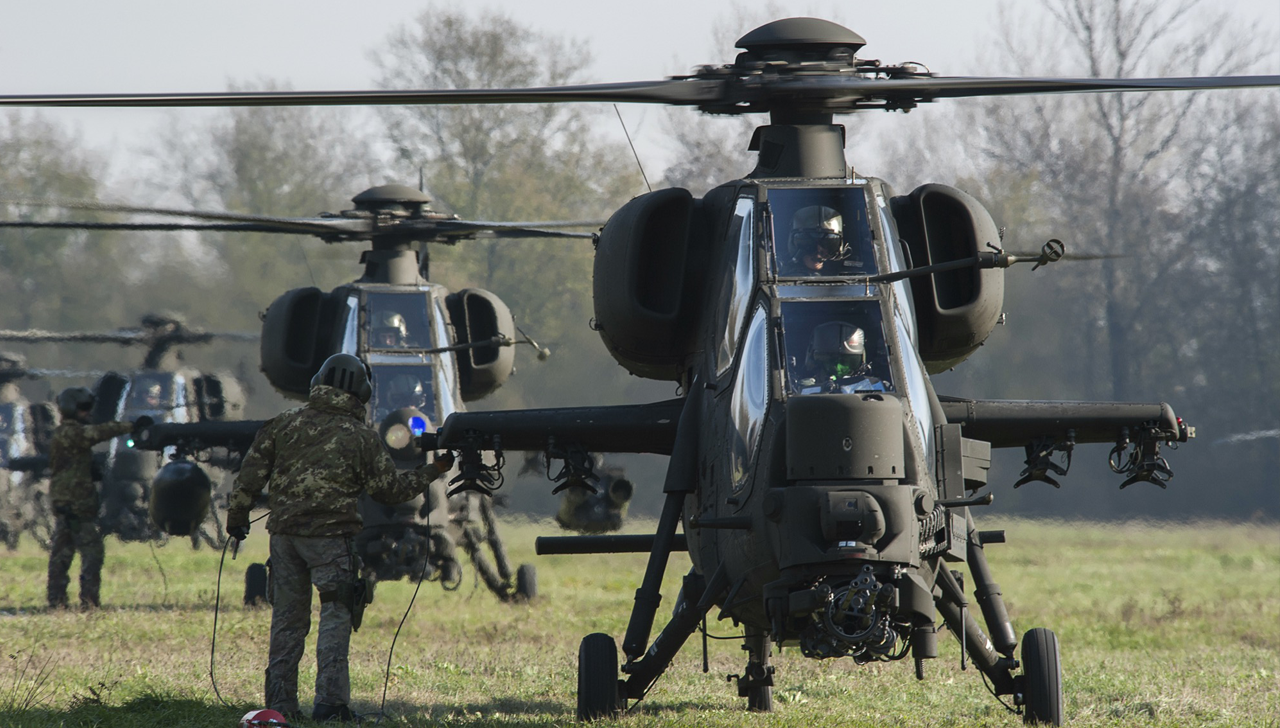
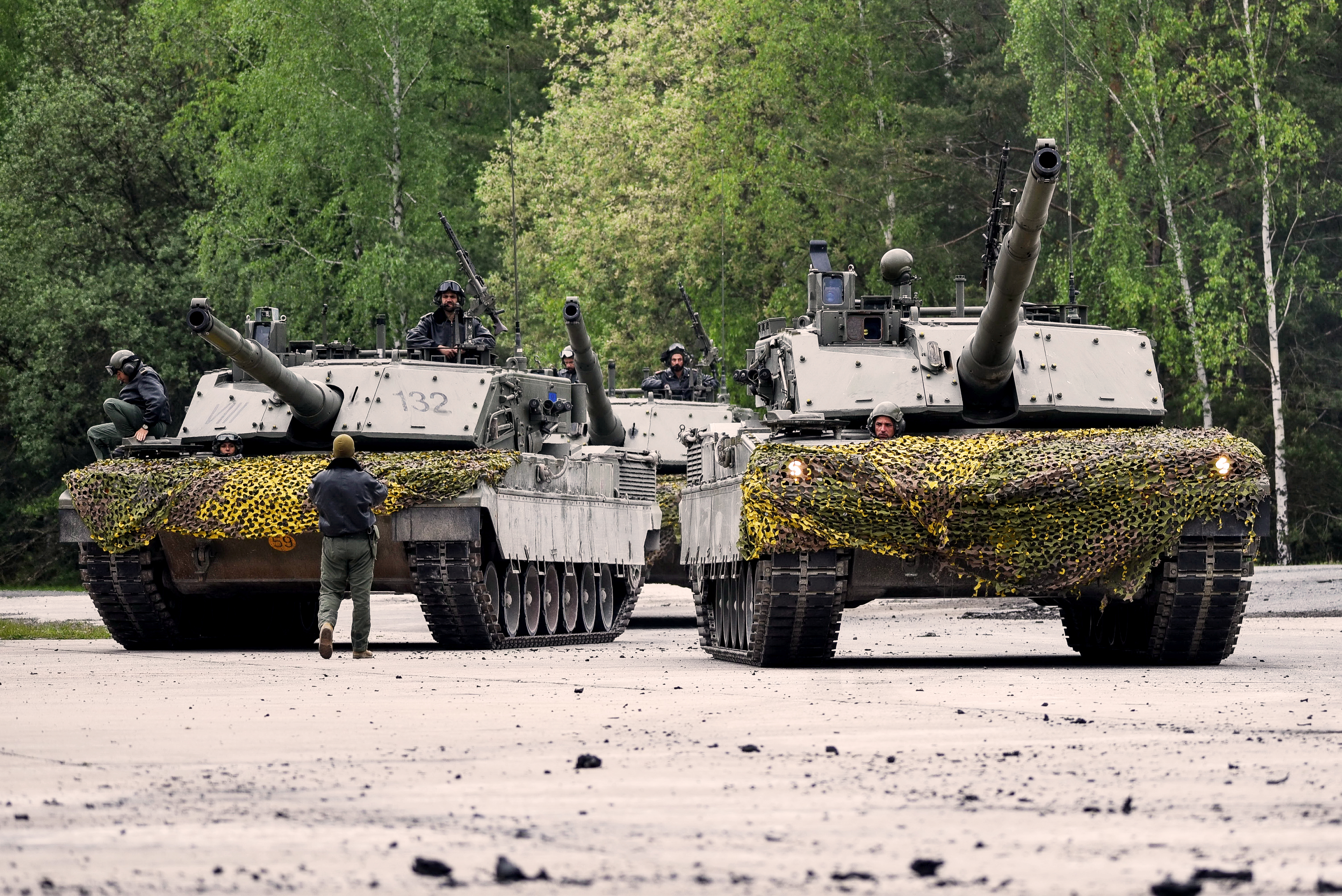
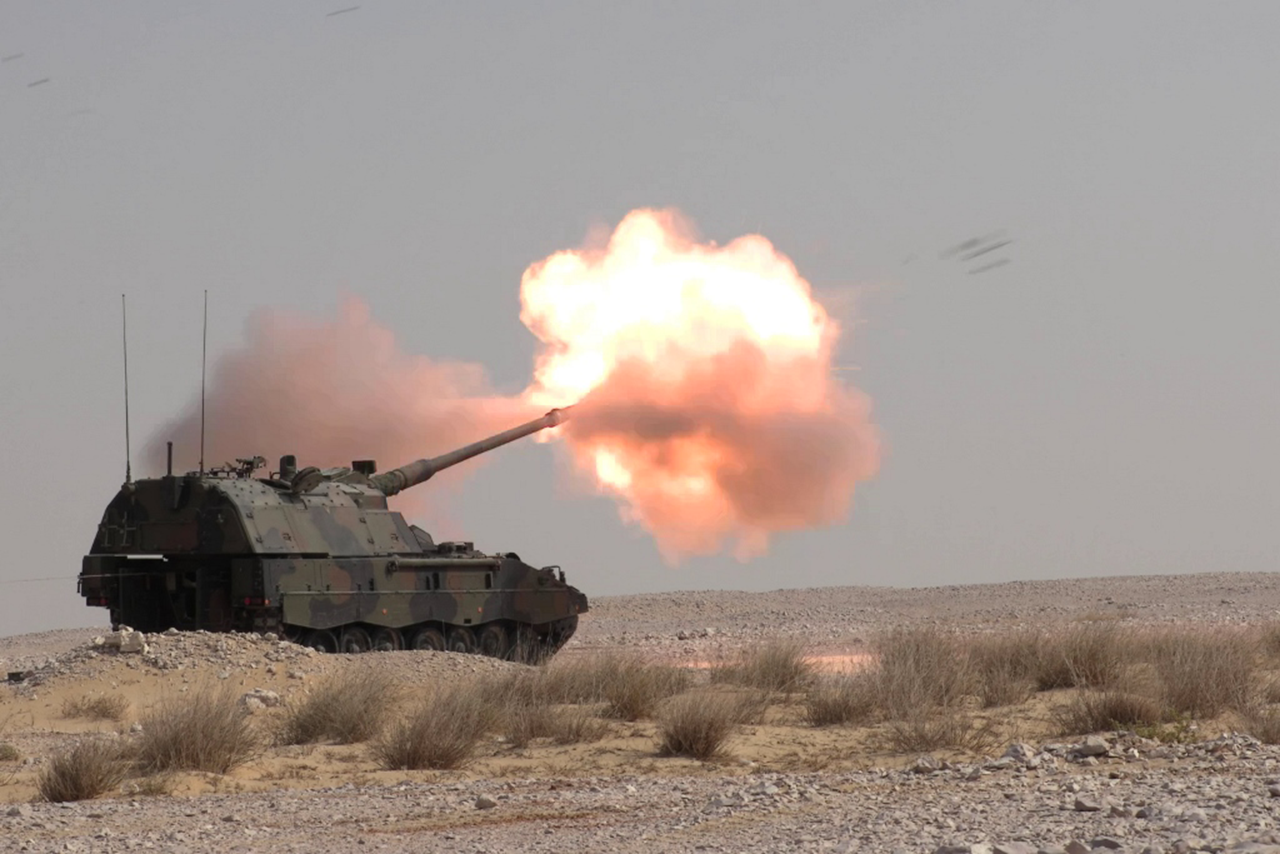
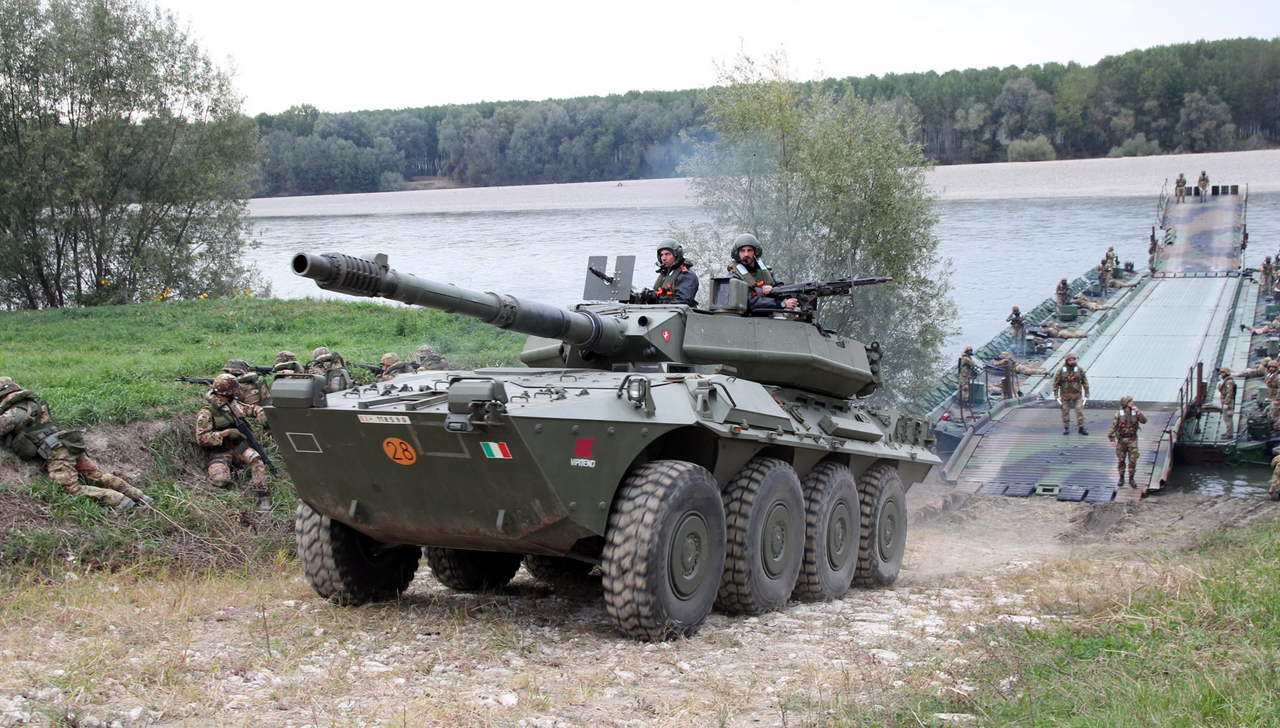

## قراءات إضافية
- Air International, article on the Italian Army Light Aviation, April 1992
- Paolo Valpolini, 'Restructure aims to meet changing roles,' Jane's Defence Weekly, 11 February 1998, p. 22-25

## وصلات خارجية
- Official Website of the Italian Army